# Coerenza (logica matematica)
In logica matematica, una teoria formale si dice coerente (o non contraddittoria, talvolta anche consistente, usando un calco dell'inglese consistent) se in essa è impossibile dimostrare una contraddizione.
A priori si distinguono due livelli di coerenza:
- coerenza sintattica se nella teoria non si possono dimostrare contemporaneamente una formula ben formata e la sua negazione;
- coerenza semantica se la teoria ammette almeno un modello.

Si dimostra che per una teoria del primo ordine ciascuno dei due tipi di coerenza implica l'altro. Dimostrare una delle due implicazioni è semplice mentre dimostrare che una teoria sintatticamente coerente ammette sempre un modello è la parte non banale della dimostrazione e richiede l'utilizzo dell'assioma della scelta per famiglie numerabili di insiemi.
Un esempio semplice di teoria del primo ordine non coerente è dato dalla teoria che ha un unico simbolo predicativo P e come unico assioma:
{\displaystyle \exists x(P(x)\land \neg P(x))}